# Hopp Lajos
Hopp Lajos (Zombor, 1927. január 13. – Budapest, 1996. június 8.) irodalomtörténész, jelentős életművet hagyott hátra Mikes Kelemen munkásságát kutatva.

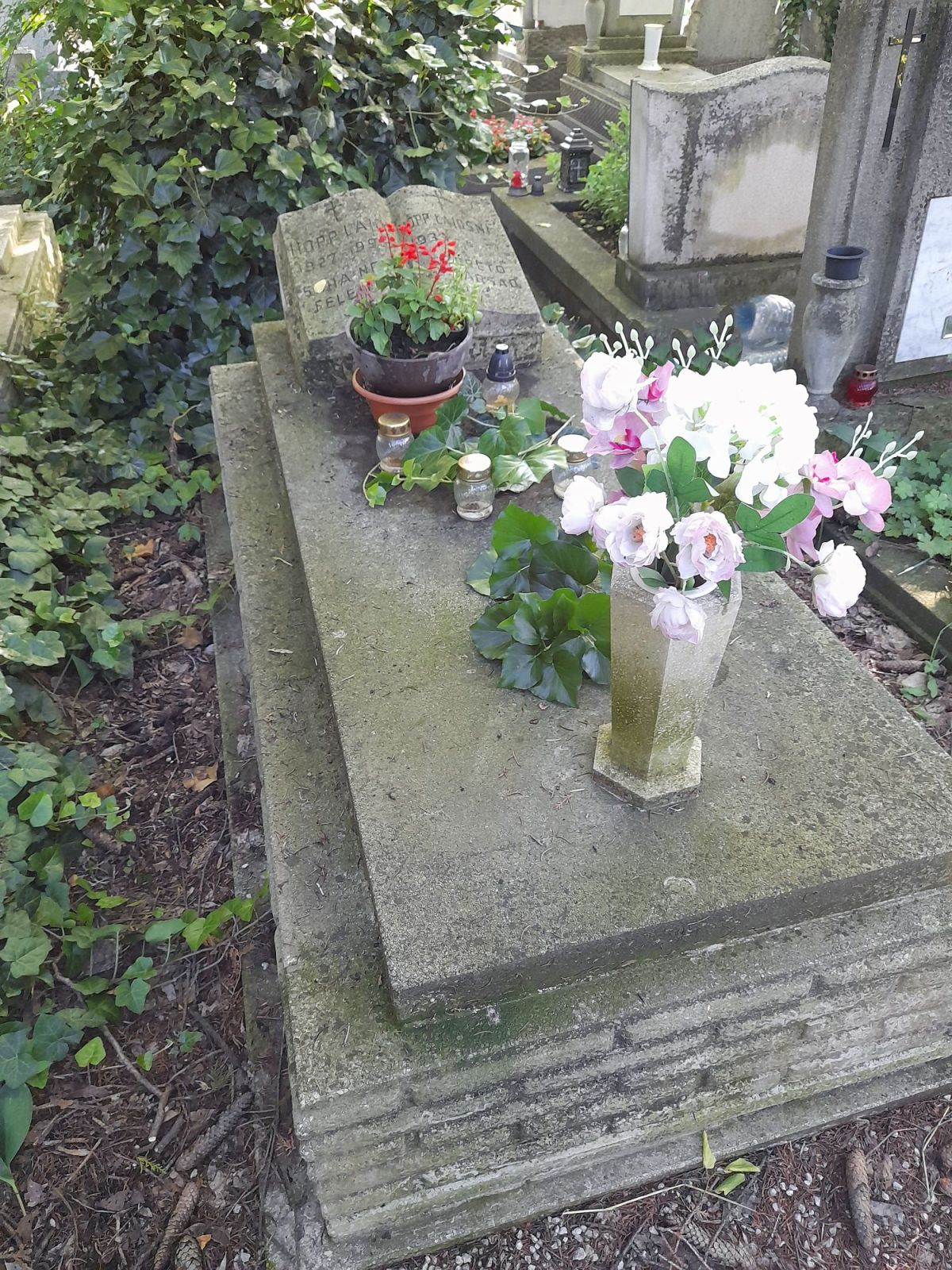
Sírja a Megyeri temetőben (1. parcella)

## Pályafutás
Pályafutása kezdetén az Eötvös József Collegium tagja, mely külön képzésben részesíti a széles látókörű, jó képességű egyetemi hallgatókat.
1965-ben az irodalomtudomány kandidátusa, majd doktora lett 1987-ben; később 1993-ban Akadémiai Díjat kapott.
Érdeklődése a 17-18. század felé irányult, ezen belül a Rákóczi-szabadságharc megoldatlan problémáit boncolgatta. Kutatásai középpontjában mégis Mikes Kelemen alakja állt.

## Fő művei
Hopp Lajos Mikes Kelemen: Életút és írói pályakezdet című posztumusz könyve a 18. század egyik jelentős prózaírójának életútját dolgozta fel, amíg nem követte fejedelmét, II. Rákóczi Ferencet a bujdosók útjára Rodostó városáig. Könyvében nyomon követi Mikes gyerekkorát, diákéveit, a szabadságharc fokozatait, és végül lengyel- és a franciaországi emigráció időszakát. Továbbá megismerhetjük Mikes és Rákóczi viszonyulását egymáshoz, de ugyanakkor elénk tárja mindazt az élményanyagot, amely hozzájárult Mikes íróvá válásához. A kötet mögött ott húzódik a teljes Mikes-életmű, és egy részben kiadatlan forrásanyag a 17-18. századi irodalom- és művelődéstörténet fejlődéséről, így hozzájárul a magyar nemzeti önismeret történetéhez is.
Hopp Lajos második posztumusz kötete a fordító Mikes munkásságát tárja elénk, aki 12 prózai művet ültetett át franciából magyar nyelvbe, Rodostóban 1724-1754 között - '...a csendes életet a könyvek fordítására szentelem, és sok francia könyvet magyarra változtattam...'. E fordításokból megismerhetjük Mikes világirodalmi érdeklődését is.
Hopp monográfiája felmutatja, hogy Mikes élete végéig otthona felemelkedését tartotta szem előtt. Fordításai által az otthoni világirodalmi hiányosságokat szerette volna pótolni.
Kötete tanúsítja, hogy Mikes didaktikus, vallásos és moralizáló munkákat fordított, melyek zöme 1873-ban került a Nemzeti Múzeum Könyvtárában. Hopp Lajos az akadémiai kutató feltárta a kéziratok sorsát, de ugyanakkor nyomon követte a leveleskönyvben feltűnő fordításnyomokat, illetve utalásokat. Továbbá osztályozta tematika szerint a fordított műveket, és azt is figyelembe vette, hogy Mikes milyen társadalmi rétegeknek címezte oktatási javaslatait.

## További alkotásai
- Korszerű főúri és nemesi törekvések a 17. és 18. sz. fordulóján, 1964
- A lengyel-magyar hagyományok újjászületése, kismonográfia, 1972
- A Rákóczi-emigráció Lengyelországban, kismonográfia, 1973
- Mikes és világa, monográfia, 1973
- Rákóczi Ferenc: Vallomások - Emlékiratok, 1979
- A magyar-lengyel múltszemlélet előzményei. Politikai és kulturális hagyományok Báthory Istvánig, tanulmány, szerk. Jan Ślaskival, 1992.

## Külső hivatkozások
- Kortárs Magyar Írók, MEK
- Historia Literaria
- Hopp Lajos, A fordító Mikes Kelemen,
- Idegen Szavak Gyűjteménye, .